# Thryallis brachystachys
Thryallis brachystachys är en tvåhjärtbladig växtart som beskrevs av John Lindley. Thryallis brachystachys ingår i släktet Thryallis och familjen Malpighiaceae. Inga underarter finns listade i Catalogue of Life.